# Lilla Skärshultasjön
Lilla Skärshultasjön är en sjö i Hylte kommun i Småland och ingår i Nissans huvudavrinningsområde. Sjön är 9,2 meter djup, har en yta på 0,28 kvadratkilometer och är belägen 143,1 meter över havet. Sjön avvattnas av vattendraget Skärkeå. Vid provfiske har abborre, gädda och mört fångats i sjön.

## Delavrinningsområde
Lilla Skärshultasjön ingår i det delavrinningsområde (632689-134647) som SMHI kallar för Utloppet av Lilla Skärshultasjön. Medelhöjden är 150 meter över havet och ytan är 0,9 kvadratkilometer. Räknas de 2 avrinningsområdena uppströms in blir den ackumulerade arean 7,52 kvadratkilometer. Skärkeå som avvattnar avrinningsområdet har biflödesordning 2, vilket innebär att vattnet flödar genom totalt 2 vattendrag innan det når havet efter 64 kilometer. Avrinningsområdet består mestadels av skog (69 procent). Avrinningsområdet har 0,26 kvadratkilometer vattenytor vilket ger det en sjöprocent på 28,2 procent.